# Ловушка (фильм, 2024)
«Ловушка» (англ. Trap) — американский триллер режиссёра М. Найта Шьямалана, рассказывающий о попытке поимки серийного убийцы, в качестве приманки для которого был организован концерт популярной певицы. Главные роли в фильме исполнили Джош Хартнетт, Ариэль Донохью и дочь режиссёра Салека Шьямалан. На определённом этапе производства фильм был известен под названием Good Grades («Хорошие оценки»).
Премьера фильма состоялась 2 августа 2024 года.

## Сюжет
Обычный пожарный по имени Купер ведёт свою 12-летнюю дочь Райли на концерт популярной певицы Леди Рейвен, о котором давно мечтала Райли. Перед концертом Купер замечает, что в зале и вокруг здания собрано необычно большое количество полицейских и спецназа. Ему по секрету удаётся узнать у продавца футболок Джейми, что весь концерт организован как большая ловушка для неуловимого серийного убийцы по кличке Мясник: известно, что он должен прийти на концерт, и полиция не выпустит из здания никого из мужчин, пока не найдёт убийцу. Оказывается, что этим убийцей является сам Купер: в кабинке туалета он просматривает в режиме реального времени своего очередного пленника, который в данный момент ожидает смерти в подвале дома, будучи прикованным к стулу. Купер начинает искать способ покинуть зал без контакта с полицией, при этом часть времени ему приходится присутствовать на концерте рядом с дочерью.
Украв карточку-пропуск Джейми, а затем рацию одного из полицейских, Куперу удаётся следить за деятельностью и планами полицейских. Он узнаёт, что в его поимке участвует профайлер ФБР, пожилая женщина Джозефина Грант. Единственной возможностью ускользнуть является попадание за кулисы к заднему выходу. Купер заговаривает в зале с дядей Леди Рейвен, показывая ему свою дочь и утверждая, что она только что проходила лечение от тяжёлой формы лейкемии. Благодаря дяде певицы ничего не подозревающую Райли в конце концерта выбирают «девушкой мечты», которая танцует на сцене вместе с Леди Рейвен. Так Купер и Райли оказываются за кулисами, но и там их ожидает на выходе проверка полиции. Тогда Купер идёт на отчаянный шаг: он признаётся Леди Рейвен, что является Мясником, и угрожает, что его последняя жертва в подвале погибнет, если певица не вывезет Купера и Райли из здания на своём лимузине. Леди Рейвен делает так, как просит Купер, но, отъехав от концертного зала, внезапно предлагает Райли отвезти её домой и зайти в гости. Райли в восторге от того, что она сможет показать свой дом и семью любимой поп-звезде.
Купер и Райли приезжают на лимузине Леди Рейвен домой, где их встречает жена и сын Купера. Во время чаепития певица заговаривает о Мяснике, и Купер начинает беспокоиться. Завладев телефоном Купера якобы для того, чтобы сделать селфи с Райли, Леди Рейвен запирается в ванной и связывается с пленником Купера, узнавая у него детали о месте, где он находится. Затем, пока Купер безуспешно пытается ворваться в ванную, она записывает стрим с обращением к своим фанатам, которые быстро находят по описанию дом, где содержится пленник. Купер, открыв ванную, выводит певицу в гараж и хочет уехать с ней, но дорогу ему преграждает его семья. Прибывает полиция, но не находит Купера, который незаметно, переодевшись, выходит на улицу через тайный ход и садится на место водителя в лимузин, куда уже села Леди Рейвен. Когда позже толпа фанатов окружает лимузин, певице удаётся выйти, но Купер скрывается.
Жена Купера Рейчел остаётся ночью дома одна, детей временно забрала её сестра. Хотя дом тщательно охраняется, неуловимый Купер проникает в него. Из разговора с Рейчел, которую он теперь намеревается убить, становится понятно, что именно она подстроила ему ловушку, подбросив полиции улики, хотя и не знала, что он убийца. Полиции удаётся арестовать Купера в доме и надеть ему наручники. Его увозят в фургоне для задержанных, однако в финале показано, что Купер освобождается от наручников при помощи велосипедной спицы, которую он незаметно взял, поправляя в саду велосипед. На лице Купера улыбка.
В сцене после титров Джейми, увидев по телевизору новость об аресте Мясника, узнаёт в нём посетителя концерта и корит себя за то, что помог ему, клянясь больше никогда не вступать в разговоры с покупателями.

## В ролях
- Джош Хартнетт — Купер Эббот
- Ариэль Донохью — Райли Эббот, дочь Купера
- Салека Найт Шьямалан — Леди Рейвен
- Хейли Миллс — доктор Джозефина Грант, профайлер
- Элисон Пилл — Рэйчел Эббот, жена Купера
- Джонатан Лэнгдон — Джейми, продавец футболок
- Марк Баколкол — Спенсер, жертва Купера
- Марни Макфейл — мама Джоди
- Кид Кади — «Мыслитель», исполнитель
- Расс — Паркер Уэйн, исполнитель
- Ванесса Смайт — менеджер Леди Рейвен
- М. Найт Шьямалан — дядя Леди Рейвен
- Локлэн Миллер — Логан Эббот, сын Купера
- Марсия Беннетт — мать Купера

## Производство
В октябре 2022 года стало известно, что премьера следующего фильма М. Найта Шьямалана после «Стука в дверь» запланирована компанией Universal Pictures на апрель 2024 года. Название фильма «Ловушка» стало известно в феврале 2023 года, когда Шьямалан объявил, что он заключает сделку с конкурирующей студией Warner Bros.
Съёмки должны были начаться в Цинциннати, в августе 2023 года, где Шьямалан должен был получить от штата налоговые льготы в размере более 9 миллионов долларов. Из-за того, что Шьямалан сам продюсирует и финансирует свои фильмы, было заключено временное соглашение о разрешении на съёмки во время забастовки SAG-AFTRA в 2023 году. Под рабочим названием «Good Grades» съёмки начались в Миссиссоге, Онтарио, 16 октября 2023 года и завершились 8 декабря 2023 года. Марк Бьенсток и Ашвин Раджан выступили продюсерами фильма вместе с Шьямаланом.
Премьера запланирована компанией Warner Bros. Pictures на 2 августа 2024 года.

## Отзывы и оценки
Бенджамин Ли в своей рецензии для The Guardian дал фильму 2/5 звезд, написав: «„Ловушка“ — это триллер, который ошибочно считает себя чудовищно умным. Возможно, если бы он лучше осознавал, насколько глуп на самом деле, он мог бы быть гораздо веселее». Питер Трэверс из ABC News пишет: «Хартнетт творит чудеса, превращая Купера в серийного мясника и преданного семьянина, живущего в одном теле. Ему веришь, и Шьямалану не удаётся добиться этого трюка, пока эта осечка нарастает к напрашивающейся на продолжение кульминации, которая становится всё более бесстыдной». Ричард Лоусон из Vanity Fair отметил, что Шьямалан «построил прочный фундамент, как он обычно делает: умная постановка, привлекательный исполнитель главной роли, интересная (и вполне актуальная) культурная среда. Но довольно быстро гладкий дизайн „Ловушки“ сходит на нет, и мы видим некачественную инженерию, которую она скрывала».